# Kouloumbou
Kouloumbou est un village de la Région du Nord au Cameroun. Il est situé dans la commune de Madingring dans le département du Mayo-Rey.

## Géographie
Kouloumbou est localisé à 8°42'66"N de latitude et 14°96'12"E de longitude. Le village est à proximité des localités de Madingring Ville (5,8 km), de Dangai (8,8 km), de Djamboutou (9,9 km), de Bongo (13 km), de Gor (28 km).

## Infrastructure
Le village dispose d'une école.
Il existe un campement touristique entre les villages Mandi Goula et Kouloumbou qui dispose de l'électricité et de cases de séjour.

## Population et Société

### Population totale
- En 2005, la population du village était de 370 habitants[2].
- En 2017, la population du village était de 717 habitants[1].

### Répartition de la population selon les âges
| Hommes | Classe d’âge | Femmes |
| ------ | ------------ | ------ |
| 45     | 0–5          | 50     |
| 56     | 6–13         | 57     |
| 117    | 14–19        | 123    |
| 94     | 20–34        | 96     |
| 33     | 35–59        | 37     |
| 6      | 60–+         | 3      |